# Elizabeth León Minaya
Elizabeth León Minaya (Ayacucho, 26 de junio de 1957) es una ingeniera agrónoma y política peruana. Ejerció como congresista de la república por Ayacucho durante el periodo 2006-2011.

## Biografía
Nació en la ciudad de Ayacucho, el 26 de junio de 1957.
Inició sus estudios primarios y secundarios en su ciudad natal.
Entre 1974 y 1985 estudió Ciencias Agrarias en la Universidad Nacional San Cristóbal de Huamanga graduándose con el título de Ingeniera agrónoma. Posteriormente realizó estudios de posgrado de gobernabilidad y gestión de políticas públicas entre los años 2002 al 2011.

## Vida política
En el año 1993 fue elegida regidora de la provincia de Huamanga para el periodo municipal 1993-1995 por una lista independiente. Posteriormente, tentó sin éxito ser elegida como congresista en las elecciones generales del 2001.

### Congresista de la República
Finalmente, en las elecciones del 2006, fue elegida congresista de la República representando a Ayacucho por el partido Unión por el Perú para el periodo parlamentario 2006-2011.
Durante su gestión, presidió la Comisión de Ética entre el 2007 y el 2008, la Comisión Investigadora del asesinato de cuatro campesinos durante el paro agrario del 18 de febrero del 2008 y de la Comisión de Pueblos Andinos en el año legislativo 2009-2010. Participó en 363 proyectos de Ley, de los que 64 fueron aprobados como leyes.
En el 2010 renunció a Unión por el Perú, así como al Partido Nacionalista Peruano al que se afilió en el 2009, y luego en 2013 se afilió al Frente Amplio donde en las elecciones generales del 2016 postularía al Parlamento Andino sin obtener la representación.